# قره‌ترپاق
قره‌ترپاق (به لاتین: Qaratorpaq) یک منطقه مسکونی در جمهوری آذربایجان است که در شهرستان شکی واقع شده است. قره‌ترپاق ۳۹۲ نفر جمعیت دارد.